# Dixie (Washington)
Dixie az Amerikai Egyesült Államok északnyugati részén, Washington állam Walla Walla megyéjében elhelyezkedő statisztikai település. A 2010. évi népszámlálási adatok alapján 197 lakosa van.

## Népesség
A település népességének változása:
| Lakosok száma | 220  | 197  | 225  |
|               | 2000 | 2010 | 2020 |